# 丰特埃尔绍斯
丰特埃尔绍斯，是西班牙卡斯蒂利亚-莱昂阿维拉省的一个市镇。 总面积10km2, 总人口279人（2001年），人口密度28人/km2。